# Jean Grey
Jean Elaine Grey Summers es una superheroína ficticia que aparece en los cómics estadounidenses publicados por Marvel Comics. Es comúnmente catalogada como la mutante más poderosa del universo Marvel. El personaje ha sido conocido con los alias Marvel Girl, Phoenix y Dark Phoenix —en España, respectivamente, Chica Maravillosa, Fénix y Fénix Oscura— . Fue creada por Stan Lee y Jack Kirby y apareció por primera vez en Uncanny X-Men # 1 (1963). 
Jean Grey es una mutante nivel Omega que posee grandes poderes telepáticos, telequineticos, pyroquinesis y manipulación molecular entre otros. También es la reencarnación física de la Fuerza Fénix, una poderosa entidad cósmica que le dio vida a los universos y que en tiempos atrás destruyó planetas. Dicha entidad representa la creación, destrucción y resurrección. Jean Grey al poseer la Fuerza Fénix optimiza sus poderes y obtiene poderes a escala cósmica y universales.
El portal IGN la incluyó en 2006 en la 5.ª posición de su Top 25 X-Men y en 2011 en la 13.ª posición del Top 100 comic book heroes. Su encarnación de Fénix Oscura fue colocada por IGN en el puesto 9 de su Top 100 Comic Book Villains of All Time de 2009.
Famke Janssen interpretó al personaje en cinco entregas de las películas de los X-Men. Sophie Turner interpreta una versión mucho más joven en la película de 2016 X-Men: Apocalipsis, y retrató por última vez al personaje en la película de 2019 X-Men: Dark Phoenix.

## Historial de publicaciones
Jean Grey debutó bajo el nombre clave Marvel Girl en The X-Men #1 (septiembre de 1963), creado por el escritor Stan Lee y el artista y coguionista Jack Kirby. La única miembro femenina del equipo original, Marvel Girl, fue una parte habitual del equipo hasta la publicación de la serie. Inicialmente poseyendo la habilidad de telequinesis, al personaje se le concedió más tarde el poder de la telepatía,que sería reconfigurado años más tarde como una habilidad mutante suprimida.

## Biografía ficticia

### Infancia
Jean Grey nació en Annandale-on-Hudson, Nueva York. Es la hija mayor de John Grey, un profesor universitario, y de su esposa Elaine. Tenía una hermana menor llamada Sarah. Los poderes telepáticos de Jean se manifestaron por primera vez a la edad de diez años cuando su amiga Annie Richardson fue atropellada por un automóvil mientras ella y Jean jugaban en la calle. Mientras que Annie estaba agonizando, Jean instintivamente se conectó con la mente de Annie. El trauma de la muerte de su amiga le causó un shock emocional que casi la mata también. Después de que sus poderes se manifestaron por primera vez, Jean entró en una depresión seria y visitó a muchos psiquiatras, hasta que un colega de su padre la recomendó con el Profesor Charles Xavier. Xavier le confirmó a Jean que era una mutante. Jean fue la primera estudiante de Xavier, quién la trató durante varios años. Como Jean era muy joven, Xavier bloqueó temporalmente sus poderes telepáticos, pero le enseñó a desarrollar telequinesis.

### X-Men originales
Más tarde, cuando Jean tenía dieciséis años, el Profesor Xavier la invitó a unirse a los X-Men, el equipo de jóvenes mutantes que recién había organizado. Jean fue la quinta y última integrante en unirse al equipo original de X-Men y su primer integrante femenino. Inicialmente, todos los compañeros de equipo de Jean se sintieron atraídos hacía ella y trataron de cortejarla, pero Jean se enamoró de Scott Summers, alias Cíclope, siendo correspondida en sus sentimientos. Ambos empezaron una relación amorosa que se prolongó por muchos años.
Tiempo después, el Profesor X decidió alejarse de sus alumnos para evitar la invasión a la Tierra de los alienígenas Z'Nox. El Profesor contrató al mutante metamorfo Morfo para tomar su apariencia y tomar su lugar dentro de los X-Men. Jean fue la única que supo del plan del Profesor y asumió su rol dentro del equipo. Para ello, Xavier quitó los bloqueos psíquicos colocados anteriormente en su mente, permitiéndole utilizar su telepatía de manera libre por primera vez pero esto traería a que una organización llamada la garra la secuestrara, pues el objetivo de esta organización es encerrar a todos los mutantes y drenar su poder con la máquina llamada la salvación, y casi logran drenar los poderes de Jean.

### La Saga de Fénix
Jean y los X-Men fueron secuestrados por la entidad conocida como Krakoa, la Isla Viviente. Para rescatarlos, el Profesor-X reclutó a una nueva generación de X-Men. Desde el primer momento, Jean se sintió irremediablemente atraída por Wolverine, uno de los nuevos integrantes del grupo, atracción que fue correspondida y que marcó el inicio de una profunda amistad, independientemente de las relaciones sentimentales que ambos han desarrollado a lo largo de su vida. Jean se matriculó en la Universidad de Nueva York (donde fue compañera de clase de Johnny Storm, la Antorcha Humana de los Cuatro Fantásticos), pero como Cíclope decidió continuar al mando de esta nueva formación de X-Men, Jean permaneció a su lado. fue en ese período cuando Jean traba una estrecha amistad con Tormenta.
Los X-Men son enviados por el Profesor-X a una misión en una base espacial, donde enfrentan a Erik el Rojo, un agente del emperador D'Ken, soberano del vasto imperio intergaláctico de los Shi'Ar. Erik el Rojo perseguía a la princesa rebelde Lilandra, hermana de D'Ken, quién huía a la Tierra con el Cristal M'Kraan, poderoso artefacto que su hermano pretendía profanar para dominar al universo. Los X-Men salvan a Lilandra, pero al intentar volver a la Tierra, su nave es dañada y su sistema de blindaje se atrofia. Jean se ofrece a pilotear la nave de regreso confiando en que su telequinesis brindará un blindaje suficiente contra la radiación cósmica. Sin embargo, no pudo resistir la radiación cósmica, que comenzó a matarla lentamente. Los gritos mentales de agonía de Jean son escuchados por la poderosa entidad cósmica conocida como la Fuerza Fénix. La Fuerza Fénix es la manifestación abstracta de las energías psíquicas de todos los seres del universo y había decidido proteger al Cristal M'Kraan. Contrario a lo que se pensó por mucho tiempo, la Fuerza Fénix no se posesionó del cuerpo de Jean. En realidad solo la duplicó, ocupando como avatar a la copia, pero extrayendo de Jean parte de su alma y su consciencia.
Cuando la nave se precipitó a las aguas de la Bahía de Jamaica, en Nueva York, Jean emergió pronunciando las palabras "Ya no soy la persona que conocieron, X-Men, soy pasión y fuego encarnado ahora y siempre. Soy Fénix", demostrando tener un poder casi cósmico. Por su parte, la auténtica Jean fue puesta en "animación suspendida" por Fénix, en un capullo que sumergió frente a la Bahía. Los X-Men creyeron que ella era la auténtica Jean y que su cambio se debió a un efecto de la radiación cósmica.
Con el cuerpo de Grey, la Fuerza Fénix salvó al cosmos de ser consumido por el Cristal M'Kraan y derrotó al Emperador D'Ken. Finalmente, Fénix regresó con los X-Men a la Tierra.

### La Saga de Fénix oscura
En la Tierra, la Fuerza Fénix comenzó a vivir y sentir sensaciones y emociones mortales y se resistió a abandonar su cuerpo huésped. Fénix fue corrompida por el supervillano Mente Maestra, un mutante ilusionista que aspiraba a ser parte del Club Fuego Infernal. Con ayuda de Emma Frost, la Reina Blanca del Club, Mente Maestra logró dominar y someter mentalmente a Fénix, llevándola a un estado de confusión tal, que corrompió su propia esencia, y finalmente dio lugar a su transformación en Fénix Oscura, un monstruoso ser de poder inconmensurable. Fénix Oscura se liberó del control de Mente Maestra y tras derrotar a los X-Men, viajó al espacio exterior. En la Galaxia Shi'Ar. Fénix destruyó al sistema estelar D'Bari, eliminando a toda la población no humanoide, pero pensante de dicho sistema, además de causar un desastre de proporciones cósmicas. Fénix volvió a la Tierra luego de su terrible acto. El Profesor-X logra contenerla mentalmente haciendo que la mente y personalidad de Jean tome el control. Sin embargo, los Shi'Ar ordenan la destrucción del Fénix por su crimen, y la ahora Emperatriz Lilandra, viaja a la Tierra junto con su Guardia Imperial para capturar a la criatura. Los X-Men terminan enfrentando a la Guardia Imperial en un "juicio de combate" en el Área Azul de la Luna. En un momento de lucidez, provocado por el fragmento del alma de Jean, Fénix se dio cuenta de toda la muerte y destrucción que Fénix Oscura había sembrado a su paso y decidió afrontar todas las consecuencias. Para expiarse de sus pecados, se suicidó con una arma de una de las naves Shi'Ar, acabando así con la destructiva belleza del Fénix, y aparentemente, dando muerte a Jean Grey.

### Regreso
Tiempo después, Los Vengadores y Los 4 Fantásticos encontraron un capullo en la Bahía de Jamaica que contenía el cuerpo en animación suspendida de Jean Grey. Entonces se descubrió que Fénix, la entidad cósmica, había duplicado a nivel molecular el cuerpo de Jean, además de copiar sus recuerdos y tomar un pedazo de su alma. Los Cuatro Fantásticos contactaron a Cíclope, quién quedó impactado al descubrir que su amada Jean estaba viva. Al supuestamente morir Jean, Cíclope abandonó a los X-Men y se casó con una mujer llamada Madelyne Pryor, misma que guardaba un raro parecido con Jean. La pareja tuvo a un bebe llamado Nathan. Cíclope ayudó a Jean a reintegrarse a la vida. Sin embargo, se mantuvo distante de ella y sin revelarle su matrimonio y paternidad. Ellos también decidieron ocultar su regreso a los X-Men. Cíclope, Jean y el resto de los X-Men originales, son reclutados por el gobierno estadounidense para trabajar para ellos en un equipo llamado X-Factor. Cíclope abandonó a Madelyne y a su hijo en Alaska y asumió el liderazgo del equipo.

### X-Factor eInfierno
Jean se reintegró a la vida superheróica junto a X-Factor. Poco después, se reveló que Madelyne, la esposa de Cíclope era en realidad un clon de Jean creado por Mr. Siniestro. Siniestro había seguido la línea genética de Cíclope y esperaba que este engendrara al futuro mesías de la raza mutante. Siniestro esperaba que Cíclope engendrara este hijo con Jean. Al supuestamente morir Jean, Siniestro decidió efectuar un plan alterno, y utilizando células de Jean, creó a Madelyne y manipuló todo para que esta engendrara con Cíclope al supuesto mesías (el pequeño Nathan). Al ser derrotada Fénix, el fragmento del alma de Jean que poseía, volvió a la Tierra, pero lo más cercano a ella que se encontró fue a Madelyne, quien ahora poseía parte del alma de Jean. Cuando Madelyne dejó de serle útil, Siniestro buscó matarla, pero ella fue rescatada por los X-Men. Desde la nueva base de los X-Men en Australia, Madelyne espió a Cíclope y Jean, creyendo que su marido le era infiel. El despecho y la ira de Madelyne la llevó a fraguar un pacto con N'astirh, un demonio del Limbo, quién la transformó en la llamada "Reina Duende".
Al descubrir en voz de Siniestro que era un clon de la mujer que más odiaba, Madelyne atacó a Jean y a su propio hijo, el pequeño Nathan. Madelyne terminará por suicidarse y así el pedazo de alma que le faltaba a Jean regresó a su cuerpo, de manera que Jean absorbió los recuerdos de Fénix y de Madelyne, además de los suyos. En su batalla contra Madelyne, Jean se reencontró con los X-Men. Después de la muerte de Madelyne, Jean y Cíclope retoman su relación y crían juntos al pequeño Nathan.
Tiempo después, el pequeño Nathan fue infectado con un terrible tecno-virus por el villano Apocalipsis. Para salvarlo, Jean y Cíclope tuvieron que enviarlo al futuro con los Askani, un grupo de misteriosos guerreros que provenían de un futuro distante. Más adelante, el pequeño regresaría, ahora convertido en el guerrero conocido como Cable.

### Regreso con los X-Men
Jean y el resto de X-Factor, regresaron con los X-Men, y Jean fue enlistada en el equipo dorado, dirigido por Tormenta.
Poco después, Jean y Cíclope serán secuestrados por el terrorista llamado Stryfe. Stryfe los mantuvo prisioneros en la Luna, hasta que fue derrotado por Cable. Jean y Cíclope sospechaban que Stryfe era Nathan, quien había vuelto del futuro para vengarse de sus padres por abandonarle.
Jean también conoce a la joven Rachel Summers. Rachel es una hija de Jean y Cíclope llegada desde un futuro alternativo. En un principio, el encuentro entre Jean y Rachel es frío y su relación distante, pero poco a poco comenzaron a estrechar lazos.
Jean y Cíclope finalmente se casan en una ceremonia en la Mansión X. En su luna de miel, las mentes de ambos fueron transportadas al futuro por Rachel, específicamente a la línea temporal donde fue enviado el pequeño Nathan por los Askani. Allí descubren que Nathan es en realidad Cable y que Stryfe era solo un clon creado por Apocalipsis. Jean y Cíclope ayudan al joven Cable a derrotar la tiranía de Apocalipsis en esa línea temporal. Jean y Cíclope regresan al presente. Aunque aquí solo transcurren tres horas, supuestamente sus mentes pasaron diez años en el futuro. Por eso Jean y Cíclope son mentalmente más viejos.
Más tarde, Jean fue la primera persona en descubrir a la malvada criatura conocida como Onslaught, una perversión de la mente del Profesor-X. Jean trató de prevenir sin éxito a los X-Men. Más tarde, Jean y Cíclope decidieron abandonar temporalmente a los X-Men para disfrutar su matrimonio.
Jean y Cíclope vuelven al equipo. Apocalipsis había ideado el plan perfecto para dominar al mundo: juntar a los 12 mutantes más poderosos de la Tierra. Urdió una estrategia que le llevaría a fusionarse con Nate Grey, un poderoso telépata, que en realidad es una versión de Cable proveniente de la dimensión paralela conocida como la Era de Apocalipsis. Sin embargo, Cíclope se sacrificó y terminó fusionado con Apocalipsis, desapareciendo de escena luego de este acto.
Jean y Cable emprendieron una exhaustiva búsqueda de Cíclope y Apocalipsis. Ellos finalmente los encontraron y Cable fue capaz de liberar a Cíclope del control del villano. Cable supuestamente elimina a Apocalipsis al destruir su esencia. Cíclope queda libre y regresa con los X-Men, pero queda profundamente traumatizado. Él se muestra frío y distante con Jean y su matrimonio entra en crisis.
El Instituto Xavier termina llenándose de un numeroso cuerpo estudiantil y Jean y otros X-Men asumen también el rol de profesores. Tras un ataque a la mansión por parte de los villanos conocidos como U-Men, Jean vuelve a manifestar el poder de la Fuerza Fénix dentro de ella. Cuando el Profesor-X viaja al espacio exterior (poseído por la malvada criatura conocida como Cassandra Nova), Jean toma su lugar como directora suplente del Instituto. Más adelante, ayuda también en el combate contra Nova, poniendo cada vez más en manifiesto la presencia del Fénix en su interior. Cuando el Profesor-X habla con Jean sobre ello, la Fuerza Fénix toma la palabra y contesta "Jean es sólo la casa donde vivo Charles, yo nazco de la sangre y la llama del sacrificio y siempre vuelvo, siempre".
Cíclope acudió a pedir ayuda en su relación marital a Emma Frost. Ella lo sedujo mentalmente y mantuvo una relación a escondidas con él a través de su telepatía. Cuando Jean los descubre, se desata una cruenta batalla psíquica entre Jean y Emma. A resultas de esto, Cíclope abandona la mansión y a los X-Men. Fue en este periodo cuando Jean fue incrementando su relación con la Fuerza Fénix que residía en su interior. Ella fue capaz de recomponer completamente el cuerpo de diamante de Emma cuando fue destruido por Esme, una de las Stepford Cuckoos. Jean perdonó el idilio que su marido sostuvo con Emma al descubrir que ellos realmente se habían enamorado.

### Muerte
Poco después, Xorn, uno de los nuevos integrantes de los X-Men, traicionó al grupo. Usando la forma de Magneto, Xorn tendió una trampa a los X-Men en el Asteroide M en la que cayeron Jean y Wolverine. El asteroide fue propulsado en dirección al Sol. Pensando que habían llegado a su fin, Wolverine mató a Jean con sus garras para que no tuviera una muerte agónica abrasada por el Sol. En realidad, la muerte de Jean desató por completo el poder de la Fuerza Fénix, que hizo resucitar a Jean Grey y devolverla a la Tierra. Ella derrotó a Xorn, sin embargo, al momento de bajar la guardia, el villano la ataca a traición, matándola con una pulsación electromagnética. Segundos después, Wolverine acabó con la vida de Xorn.
De algún modo, conociendo lo que le pasaría, Jean hizo una impresión holoempática de toda su esencia y sus recuerdos para su hija Rachel Summers, con la idea de que, pasara lo que le pasara a su cuerpo, su alma siempre estaría con Rachel. La Fuerza Fénix por su parte, quedó severamente herida por el ataque de Xorn y fragmentada en miles de piezas. Para recuperarse, se introdujo en una agujero dimensional conocido como El Cuarto Blanco.

### Manifestacionespost mortem
Al recibir el ataque de Xorn, la Fuerza Fénix quedó fragmentada en miles de pedazos. Ella estuvo sanándose y buscando sus fragmentos, descubriendo que el último que le faltaba se había alojado en Cíclope. Los Shi'Ar tenían la esperanza de poder destruir al Fénix ahora que estaba debilitado. La Fuerza Fénix baja a la Tierra y decide resucitar el cuerpo de Jean una vez más, fusionándose con ella. La Fuerza Fénix termina enfrentando a los Shi'Ar y a los X-Men en el Polo Norte. Allí logra recuperar el fragmento que le hacía falta de manos de Cíclope. Al completar su misión, la Fuerza Fénix abandona la Tierra llevándose a Jean y alojándose en un lugar conocido como El Cuarto Blanco.
Tiempo después, Madelyne Pryor, la exesposa de Cíclope, reapareció, y fundó una nueva Hermandad de Mutantes. Madelyne intentó apoderarse del cuerpo de Jean, profanando su tumba en el Instituto Xavier, con el objetivo de poder acceder al poder del Fénix. Afortunadamente los X-Men le tendieron una trampa, y Madelyne fue encerrada en un cuerpo falso de Jean.
Más tarde, Wolverine reinauguró la Escuela de mutantes de Nueva York bautizándola como "Escuela Jean Grey para Jóvenes Superdotados", en honor de su vieja amiga.
Cuando Cíclope quedó poseído por el poder de la Fuerza Fénix, Jean se comunicó con él desde el Cuarto Blanco y fue ella quien lo convenció de abandonar al Fénix.
El x-man Bestia, trajo al presente a los X-Men originales en su etapa adolescente, incluyendo una versión juvenil de Jean Grey.

### Resurrección
Los X-Men comienzan a investigar una serie de extraños sucesos de naturaleza psiónica que ocurren en el mundo (entre ellos una extraña explosión en la Luna y la imagen de una ave de fuego en los cielos). Después de una serie de encuentros extraños con enemigos familiares, muchos de ellos considerados fallecidos, los X-Men llegan a una conclusión: la Fuerza Fénix está de vuelta en la Tierra. Los X-Men también descubren que los psíquicos están desaparecidos o cayendo enfermos bajo circunstancias inexplicables, lo que lleva al equipo a investigar la tumba de Jean Grey. Cuando encuentran el ataúd de su compañera de equipo vacío y con la Jean Grey desplazada en el tiempo eliminada por la entidad, descubren que la criatura ya ha resucitado a la original Jean Grey. Sin embargo, ella no recuerda su vida como mutante y miembro de los X-Men. Las terribles visiones que recibe de su vida anterior, la dejan insegura para distinguir entre realidad y ficción. Mientras Jean yace dentro de lo que parece ser un Huevo Fénix, los X-Men teorizan que los extraños sucesos psicológicos son gritos subconscientes enviados por Jean. El Viejo Logan puede hacer que Jean recuerde su verdadera vida, pero la Fuerza Fénix trata de convencerla de reunirse con ella de nuevo. La entidad enfrenta a Jean con el espíritu del fallecido Cíclope y le dice que si acepta ser su avatar nuevamente, podrá resucitar a Cíclope. Pero Jean la rechaza y se enfrenta a la entidad, convenciéndola para que le permita volver a la vida y la deje en paz. Viva una vez más, Jean se reúne con sus amigos mientras la Fuerza Fénix viaja de regreso al espacio.

### X-Men: Red,DesunidosyCasa de X
Viva de nuevo, Jean reúne a algunas de las mejores mentes de la Tierra para poder leer sus mentes y planificar su próximo movimiento. Reconociendo que ha habido un repentino aumento en el sentimiento antimutante, hasta el punto de que hay planes de abortar los embarazos si se detecta el gen mutante, Jean anuncia sus planes para establecer una nación mutante más oficial, pero sin establecer una ubicación geográfica para dicha nación, ya que los ejemplos anteriores dejan en claro que hacerlo solo convierte a los mutantes en un objetivo. El lugar elegido es Atlantis. Para apoyarla en este objetivo, reúne un equipo que incluye a Nightcrawler, X-23 y Namor. Jean y su equipo se enfrentan a la malvada villana extraterrestre conocida como Cassandra Nova. Cassandra asesina psiquicamente a una congresista inglesa, intentando culpar a Jean del crimen para convertirla en una fugitiva. Por fortuna, Jean y su equipo logran boicotear los planes de Nova y esta es derrotada por Jean.
Los X-Men son atacados en dos frentes: un grupo es dirigido por el cazador de mutantes conocido como Ahab, y el otro es dirigido por una versión más joven de Cable, que está tan decidido a enviar a los X-Men originales, desplazados en el tiempo, a su línea temporal original. Jean Grey es contactada por su versión adolescente desplazada en el tiempo, quién le brinda la información para derrotar a los sabuesos de Ahab.
Más tarde, Jean Grey se instala con el resto de los X-Men en el Instituto, ahora ubicado en Central Park. Allí, Jean y los demás enfrentan el ataque de Nate Grey, quién está muriendo por una misteriosa enfermedad terminal y pretende re-hacer al mundo con una visión muy particular. Jean juega un papel fundamental en la batalla contra Nate. Ella es la responsable de reunir a un grupo de poderosas psíquicas (Psylocke, Sage, las Stepford Cuckoos y Martha Johansson) con el objetivo de separar a Nate Grey y a Legion cuando estos se fusionan en un solo ser. Jean confronta a Nate en un momento decisivo, cuando este decide desaparecer a los X-Men con sus poderes al mencionar la frase "No más X-Men". Jean es parte del gran conjunto de X-Men que son desaparecidos por Nate sin dejar rastro. Jean y el resto de los X-Men habitan una dimensión paralela creada por Nate, para finalmente volver a la Tierra. Jean Grey se reencuentra con Cíclope, quién también ha regresado de la muerte.
Jean es parte del contingente de mutantes que ahora residen en Krakoa, que ha sido convertida por Xavier y Magneto en un nuevo refugio para mutantes. Ella vuelve a usar su nombre clave original de Marvel Girl y usa de nuevo su segundo disfraz de Marvel Girl verde y amarillo. Ella forma parte de un equipo de ataque de Krakoa enviado al espacio exterior para evitar que un satélite cerca del sol se usara como fábrica de Centinelas. Los centinelas aplastaron la cápsula de escape de Jean y ella murió. Su mente fue transferida a un cuerpo clonado creado por el Profesor X y volvió a la vida. Actualmente es miembro del consejo silencioso de la temporada de verano de Krakoa.

## La Jean Grey desplazada en el tiempo
El x-men Bestia viaja al pasado y trae al presente a una versión más joven de Jean junto con los otros X-Men originales con la esperanza de ayudar a Cíclope a reflexionar sobre sus recientes errores. Esta versión de Jean experimentó una evolución más rápida de sus poderes que su fallecida versión del presente. Jean y el resto de los X-Men viajeros del tiempo terminarán por unirse con Cíclope y su equipo de X-Men rebeldes.
Más tarde, Jean es secuestrada por los Shi'ar y llevada a juicio por los actos cometidos por el Fénix. Los X-Men desplazados en el tiempo se alían con los Guardianes de la Galaxia para rescatarla. Jean terminará adquiriendo un nuevo poder con el cual puede absorber cantidades masivas de energía psionica de otros y combinarla su telepatía y telequinesis. Con este poder pudo derrotar a Gladiator, líder de la Guardia Imperial.
Jean termina por separarse del resto de los X-Men del pasado e intenta construir su propia vida en el presente, hasta que Tormenta la recluta para unirse su nuevo equipo de X-Men para ayudar a proteger a los mutantes de las Nieblas Terrígenas. Después de la guerra con los Inhumanos, Jean abandona el equipo e intenta regresar a su línea de tiempo original junto con el resto de los X-Men del pasado. Sin embargo, descubren que han quedado varados indefinidamente en el presente.
Más tarde, Magneto le ofrece a Jean y a los X-Men del pasado unirse a él para preservar el sueño de Xavier. Jean acepta y su equipo se une a él. Sin embargo, en secreto el equipo se entrena por si acaso Magneto vuelve a sus raíces de villano.
Mientras estaba en una misión en solitario, Jean recibe una visión de que la Fuerza Fénix regresará a la tierra. Ella acude con el resto de los X-Men para advertirles sobre su visión, pero como no ha habido ningún avistamiento del Fénix desde que los X-Men combatieron a los Avengers, ella solo consigue que Bestia, Capitana Marvel y Kitty Pryde crean que su visión es real. Jean se siente aún menos tomada en serio cuando Bestia comienza a examinarla en busca de signos de alucinaciones delirantes. Luego, Jean se reúne con otros antiguos anfitriones del Fénix (Coloso, Magik, Rachel Summers, Hope Summers y Kid Omega. Este último, usa sus poderes para mostrarle cómo los efectos de la vinculación con la Fuerza Fénix ha afectado individualmente a cada uno de ellos. Una reunión con Namor ayuda a Jean a llegar a la conclusión de que puede rechazar el Fénix e incluso posiblemente derrotarlo. Después de reunirse con Thor y entrenar con Psylocke, Jean aprende a crear armas telequinéticas para ayudarla en su inminente batalla contra el Fénix.
Jean viaja en el tiempo y se encuentra con la Jean Grey original, poco después de convertirse en Fénix. La Jean desplazada en el tiempo, intenta hacerle preguntas a la Jean original sobre la Fuerza Fénix, pero ella esquiva las preguntas. En cambio se la lleva a dar un paseo y le exhibe sus poderes. Después de ver a Fénix usar sus poderes cósmicos para luchar contra Galactus, la Jean desplazada en el tiempo contempla advertir al Fénix de su destino, pero Uatu, el Vigilante se impide hacerlo. Cuando Jean regresa a su presente, la Fuerza Fénix afirma crípticamente que se encontrarán nuevamente.
Respaldada por una serie de ex portadores de la Fuerza Fénix (Emma Frost, Kid Omega, Hope Summers, las Stepford Cuckoos e incluso el espíritu de la original Jean Gray), la Jean desplazada en el tiempo trata de desafiar el destino y detener al Fénix antes de que pueda hacerse cargo de ella y someterla a su voluntad. Con la Fuerza Fénix ahora en la Tierra, el equipo se da cuenta de que tomará mucho más de lo necesario para detenerla. Y mientras la joven Jean es capaz de herir al Fénix con la ayuda de la Psi-mitar de Cable, el Fénix parece demasiado fuerte para que cualquiera pueda vencerlo. La adolescente Jean finalmente logró alejar a la fuerza cósmica de sus amigos y aliados, donde puedan tener lugar una batalla final. Sin embargo, ambas Jean Grey descubrieron lo equivocados que estaban, ya que el Fénix nunca vendría por la adolescente Jean, al menos no como creían. En realidad, el Fénix quería al adulto Jean, pero para hacer eso necesita de la joven Jean fuera del camino. Por lo tanto, la fuerza inunda su cuerpo con una energía psíquica llameante, incinerándola de adentro hacia afuera, dejando solo un esqueleto. Esto lo hizo para resucitar a la original Jean Grey, que el Fénix considera su verdadera anfitriona. Sin embargo, después de morir, la joven Jean se encontró de alguna manera en el Cuarto Blanco (el lugar de reposo del Fénix) a pesar de no ser una anfitriona de la criatura. Enojado, el Fénix intentó destruirla usando manifestaciones mentales de sus anfitriones pasados, creados a partir de piezas de sus fuerzas vitales que quedaron en el Cuarto Blanco. Jean se dio cuenta de que podía controlar el Cuarto Blanco contra los deseos del Fénix y ordenó a la entidad cósmica que la resucitara. La joven Jean Grey aparece viva en Madripoor.
Los X-Men desplazados en el tiempo se encuentran en la mira de Ahab y de una versión juvenil de Cable. Este último intenta devolverles a su línea de tiempo original. Jean aprende cómo funcionan los poderes de Ahab. Con este nuevo conocimiento, Jean puede programar un "retraso de tiempo" en los recuerdos de los cinco X-Men originales una vez que regresen al pasado, borrando todo conocimiento de los eventos en el futuro hasta que lleguen a ese punto, al tiempo que le otorga a la Jean Grey original el conocimiento de cómo para detener a sus atacantes. La línea de tiempo se restablece así a su curso original y Jean y sus compañeros vuelven a sus vidas habituales.

## Poderes y habilidades
Jean Grey es una mutante de nivel Omega que posee telequinesis y telepatía. También ha sido una de los anfitriones de la Fuerza Fénix y usando sus poderes ha sido capaz de derrotar a entidades cósmicas como Galactus.
Su control de la telequinesis incluye mover objetos, la levitación de ella misma y otras personas, la proyección de escudos telequinéticos capaces de soportar ráfagas de misiles, y la liberación de ráfagas de fuerza devastadoras concentrando su energía mental en un objetivo específico.
Su telepatía le permite leer los pensamientos de otros, proyectar sus pensamientos en las mentes de otros para influir en sus decisiones, manipular recuerdos, proyectar su mente al plano astral o burlar cerrojos mentales. Jean es uno de los pocos telépatas que pueden comunicarse con animales con alta inteligencia como delfines, perros, y cuervos.

### Fuerza Fénix
Como Fénix puede usar su telepatía para aumentar la velocidad de señales de los nervios en el cerebro para así aumentar en gran medida los poderes de otros mutantes de manera temporal.[cita requerida]
Las capacidades de Jean Grey controlando la Fuerza Fénix son sumamente fuertes. Puede manipular masas de mentes con facilidad, levantar y desintegrar objetos gigantescos, atacar psíquicamente a la gente y generar un calor increíble en forma de un pájaro de fuego. Como Fénix Oscura, algunos de sus poderes no eran tan fuertes.[cita requerida]
Jean puede también reanimar, matar, absorber, canalizar y conservar cualquier clase de forma de vida, preferentemente humanoides.[cita requerida]
Los poderes de la Fuerza Fénix en Jean pueden poseer el potencial psiónico da sus capacidades telepáticas al sentir la difusión y descubrir el modelo de pensamiento, cambiar las percepciones físicas o mentales de otros, manipular las funciones del cuerpo humano, proyectar mentes humanas en el plano astral, y capacidades telequinéticas de hacerse levitar a ella u otros objetos, propulsarlos o manipularlos, sin embargo, si ella desea, puede estimular moléculas individuales para crear calor, y generar explosiones y escudos protectores.
Cuando supo dominar su poder Jean Grey se volvió una especie de diosa de la galaxia pudo crear y restablecer planetas su poder se volvió mucho más poderoso a comparación de cuando no podía controlarlo.[cita requerida]

## Otras versiones

### Ultimate Marvel
Jean es uno de los miembros fundadores de los X-Men. Tiene una relación con Wolverine, pero rompen después de que el admitiera ser enviado por Magneto para asesinar a Charles.Luego comienza una relación con Cíclope.
La Fuerza Fénix habita en ella, revelándose violentamente tras ser provocada, la primera vez aniquilando entero al Club Fuego Infernal, la segunda casi asesinando a Lilandra y la tercera asesinando a Apocalipsis y reviviendo a Ángel.
Tras un ataque de Mystique y Sabretooth se une a Jimmy Hudson, el hijo de Wolverine, para rescatar mutantes y con la ayuda de Nick Fury funda los Runaways

### Días del futuro pasado
Jean es asesinada por Mente Maestra, después de detonar un dispositivo nuclear en Pittsburgh. Meses antes Jean había dado a luz a su hija Rachel de quien se ha confirmado que el padre es Scott Summers (en la página oficial del Universo Marvel).

### Era de Apocalipsis
Jean es una estudiante de Magneto, enamorada de Wolverine, quien la rescató después de que Siniestro la secuestrara con el fin de extraer su ADN, mezclarlo con el de Cíclope y crear a Nate Grey, un super mutante. Wolverine y Jean se proponen abandonar a los X-Men, cuando Jean se entera del plan para bombardear Estados Unidos de Apocalipsis. Alertan al "Parlamento Supremo Humano" sobre el plan de Apocalipsis de atacar a Europa. Jean y Wolverine discuten fuertemente sobre el plan de bombardear Estados Unidos, ya que a ella le parece que morirían inocentes, llegando a pensar que él sería capaz de asesinarla para que el plan se lleve a cabo. Juntos acuerdan liderar la ofensiva. En el momento del ataque del Parlamento, con ayuda de Cíclope, Jean detiene con su telequinesis los misiles, pero ambos son asesinados por Alex Summers, que luego muere en manos de Wolverine, en venganza por la muerte de Jean.

### Aquí viene el mañana
Fénix revive 150 años en el futuro. Sublime logró controlar a Bestia, y poco a poco, tuvo el control de todas las máquinas, mutantes y humanos del planeta. Aún sediento de poder, Sublime roba el huevo del Fénix y trata de interrumpir el proceso de procreación de la entidad cósmica, sólo para darse cuenta de que había liberado a Jean con todos sus recuerdos y poder. Cuando una especie de Chacras de Fénix logran vencer a Sublime, se revela que el es el mummudrai del Fénix (la parte nonata de la Fuerza Fénix).
Este futuro nació cuando Scott desoyó las peticiones de Emma de reabrir la escuela, y Bestia tomó la decisión de ingerir la droga Kick. Cuando la toma, es poseído por Sublime, que logra corromperlo e inicia todo el proceso de contaminación de la Tierra.
Jean, como el «Fénix Blanco de la Corona», eliminó este futuro cuando incita a Scott a que inicie una relación con Emma Frost, tras su muerte. Emma es quien le da el "empuje" para que reabra la escuela y así, Jean sacrificó su amor por el bien de la humanidad.

### Amalgam Comics
Jean se fusiona con Fuego de DC Comics para formar a Firebird y su versión maligna llamada Dark Firebird.

### What If
Jean/Fénix mató a los Vengadores, los X-Men, destruyó la vida en la tierra, y salvó a Wolverine, para comenzar un nuevo mundo, como Adan y Eva, pero con mutantes en vez de humanos.

## En otros medios

### Televisión
- The Marvel Super Heroes (1966). Jean Grey aparece como Marvel Girl en el episodio «The Sub-Mariner» junto con la agrupación original de los X-Men (Ángel, Cíclope, Iceman y Bestia).

- Spider-Man and His Amazing Friends (1981). Jean Grey aparece en una escena del episodio «The Origin of Iceman» en la serie animada, así como en un cameo al final del episodio «The Education of a Superhero» junto con otros X-Men que habían aparecido en la serie.

- X-Men (1992). Jean Grey es uno de los personajes principales de la serie animada, con la voz de Catherine Disher. Aparece como Fénix y Fénix Oscura en los episodios dedicados a «La Saga de Fénix» y «La Saga de Fénix Oscura».

- X-Men: Evolution (2000). Jean Grey aparece como uno de los personajes principales, con la voz de Venus Terzo. Esta versión es una chica popular en su escuela por ser ser una hábil jugadora de fútbol, además de enseñar y entrenar a los estudiantes mutantes del Instituto Xavier.

- Wolverine and the X-Men (2009). Después de una explosión en la Mansión X, Jean Grey y Charles Xavier desaparecen y los X-Men emprenden su búsqueda.

- The Super Hero Squad Show (2009). Jean Grey aparece como Marvel Girl en el episodio «Caos en la Preparatoria Mutante».

- Iron Man: Armored Adventures (2009). Jean Grey aparece en la segunda temporada, con la voz de Venus Terzo. Asume el alias Annie Claremont y se inscribe temporalmente en la misma escuela donde asisten Tony Stark, James Rhodes y Pepper Potts mientras busca una escuela especial para mutantes.

- Marvel Anime: X-Men (2010). Jean Grey aparece con la voz de Yurika Hino en japonés y de Jennifer Hale en inglés. Al comienzo de la serie, la Fuerza Fénix la domina y casi destruye el mundo con su tremendo poder.

- X-Men '97 (2024). Jean Grey aparece como un personaje principal, nuevamente con la voz de Catherine Disher.

### Cine
- X-Men (2000). Jean Grey (Famke Janssen) es una doctora en la escuela de Charles Xavier y una portavoz de los derechos de los mutantes.
- X-Men 2 (2003). Jean Grey (Famke Janssen) continúa trabajando en la escuela de Xavier, pero sus poderes se han vuelto inestables y tiene fuertes pesadillas. Aparentemente muere salvando a sus compañeros de morir ahogados.
- X-Men: The Last Stand (2006). Charles Xavier y Magneto conocen Jean Gey (Haley Ramm) como una niña pequeña, veinte años antes de los eventos de X-Men. Jean (Famke Janssen) sobrevivió a los eventos de X-Men 2 y está manifestando a Fénix, su personalidad alterna maligna.

- The Wolverine (2013). Jean Grey (Famke Janssen) aparece en secuencias de recuerdos de Wolverine.
- X-Men: días del futuro pasado (2014). Jean Grey (Famke Jenssen) aparece como un cameo al final de la película.

- X-Men: Apocalipsis (2016). Una versión adolescente de Jean Grey (Sophie Turner) aparece como una estudiante la escuela de Charles Xavier.

- Dark Phoenix (2019). En una adaptación libre de la «Saga de Fénix Oscura», Jean Grey (Sophie Turner) aparece manifestando a Fénix Oscura nueve años después de los eventos de X-Men: Apocalipsis. Summer Fontana interpreta a Jean Grey como una niña pequeña.

### Videojuegos
- X-Men II: The Fall of the Mutants (1990). Es un personaje jugable, aparece como Marvel Girl.

- X-Men (1993). Jean Grey aparece como un personaje de apoyo.

- X-Men: Mutant Academy (2000), X-Men: Mutant Academy 2 (2001) y X-Men: Next Dimension (2002). Jean Grey es un personaje jugable, como Fénix en los dos primeros juegos y además como Fénix Oscura en el tercero.
- X-Men Legends (2004) y X-Men Legends II: Rise of Apocalypse (2005). Es un personaje jugable, aparece como Ultimate Jean Grey.

- Marvel: Ultimate Alliance 2 (2009). Es un personaje jugable, aparece como Jean Grey y Fénix.

- Marvel vs. Capcom 3: Fate of Two Worlds (2011). Es un personaje jugable como Fénix y puede transformarse en Fénix Oscura.

- Marvel: Avengers Alliance (2012). Es un personaje jugable, aparece como Fénix con un valor de 48 Cp.
- Marvel Contest of Champions (2014). Jean Grey un personaje jugable.[58]

- Marvel Future Fight (2015). Jean Grey es un personaje jugable desbloqueable.